# Intuíció
Az intuíció azon ösztönös megérzésen, élményszerű felismerésen alapuló folyamat megnevezése, mely során az információszerzés nem gondolkodási és következtetési folyamatok során történik. 
A folyamat egy következtetés vagy belátás végeredményét adja anélkül, hogy az ehhez vezető gondolati lépések tudatosulnának.
Az intuíciót – amennyiben függetlenítünk a tudományos definíciótól – köznapi értelemben egyfajta belső hang, megérzés, ráérzés, jövőbe látás, hatodik érzék, szívünkre hallgatás vagy akár egy hasraütésszerű döntésként aposztrofálhatjuk.
Az intuíció váratlanul jön, de mindig a kellő pillanatban. Belülről jön, de általában külső hatás váltja ki. Hogy tényleg intuíció volt-e, ami vezérelt bennünket, az csak később derül ki. Nem mindegyik spontán ötlet, nem minden villanásszerű megérzés intuíció. Ha már nem gondolkozunk intenzíven egy adott dolgon, akkor keletkezhet az intuíció.
Az intuíció során valamely ismeret közvetlenül "adja" magát, és így tévedéstől mentes tudást közvetít.

## Etimológia
Az intuíció latin eredeteként figyelembe vehetjük a tuere szótövet, mely annyit tesz „ránézni, figyelni valamire”, de az ebből származtatott intueri szót is, melynek jelentése „megfontolni”.
A szó szótöve a latin intueri - "megnéz, megtekint, megfigyel" szóból ered. A közép-latin intuitio - "sugallat", "megérző képesség" szóból vezethető le a mai jelentése.

## Értelmezés

### (Kvantum)fizikai háttere
Az intuíció fizikai háttere a téridőből eredeztethető. Minthogy a téridő számtalan teret és időt hoz létre, melyekben spontán mód kvantum mezők vagy más néven kvantum hab formájában fejezik ki potencialitásukat. E potenciálban megjelennek az energia-kvanták (kvantumbitek), energia és fény váltakozó formájában - kétrés-kísérlet -. A vákuum sosem üres, folyamatosan ki-be fluktuálnak benne a spontán mód megjelenő energia és fényrészecskék; ezt a "vákuumban elvárt érték"-kel (vacuum expectation value) jellemezzük.  A tér kvantum-fluktuációjában megjelenik így az elemi részecskék "információja", melyek különböző kombinációkban összeállva atomokat, molekulákat, anyagot képeznek. Amennyiben egy spontán mód megjelenő fotont kettéválasztunk, és egymástól több kilométer távolságra visszük őket, abban az esetben ha az egyik felet stimulációnak tesszük ki, a másik fél is ugyanolyan stimulált hatást mutat. Ez a kvantum összefonódás. Minthogy jó pár kutatás szerint tudatosságunk képes intuitív formában a térben és időben is érzékelni, így - mivel egy kisebb edénybe nem tehetünk bele egy nagyobbat -, tudatosságunk téridő jelleggel bír. Eszerint, bármely térben vagy időben is jelenik meg az információ, azt egy az intuíció érzékelésében gyakorlott tudat érzékelni képes.[forrás?]

### Biológiai megnyilvánulása
Az éber érzékelés elsőként a szívben jelenik meg intuitív információ formájában, majd a bolygóidegeken át az intuíció eljut az agyunkba, ahol a szem mögött elhelyezkedő orbifrontális kéreg érzékel.[forrás?]

### A közgazdaságtanban
Daniel Kahneman Nobel-díjas közgazdász áthidaló megoldásnak nevezi meg az úgynevezett professzionális intuíciót. Ennek lényege, hogy egyrészt rengeteg professzionális, logikai tudást halmoz fel az ember, másrészt emellett engedi, hogy intuíciója ezen felgyűjtött gyakorlati eszköztárából válassza ki az adott pillanatban legmegfelelőbb megoldást. A szívét és az agyát egyaránt használja. Mivel gyakorlat teszi az embert, a professzionális intuíció megbízható kialakításához és használatához a sorozatos gyakorlás lehetősége és a visszajelzés megléte szükséges – mondja Kahneman.

### A filozófiában
Néhány lexikonban az intuíció címszó alatt a következőket olvashatjuk: közvetlen belső észlelés vagy sugallatszerű látásmód. 
Az intuíció tehát nem egy tapasztalat vagy értelemszerű gondolkodásmód által nyert belátás, illetve nem a valóság közvetlen átélése.
Szókratész is azt fejezte ki, hogy egy „belső hang” mondja neki mit tegyen és az óvja meg a hibázástól. Tanítványa Platón (-ie. 347) kizárólag a valóság vagy a tárgyak, tényezők meghatározására használta az intuíciót, mint képességet, de leginkább a dolgok nevén nevezésére. Arisztotelész (-ie. 322) ismét tudatosan alkalmazta az intuíciót, mint az információ-forrás eszközét.
A 17. században René Descartes (1596-1650) dualista materialista nézetet képviselt. Emellett azonban eszközként tekintett az intuícióra a gondolkodás mellett. Információ megismerésre az intuitív megértést javasolja – jórészt Isten szavának megismeréseként, mely korában érthető –, és emellett hozzáteszi, hogy szükséges a racionalitásra törekvő analitikus érvelés (dedukció) is. A 18. századi felvilágosodás figyelemreméltó gondolkodója Immanuel Kant (1724-1804) azt tartotta a kvantumfizika megjelenését megelőzendő, hogy a tér és az idő az intuíció egyedüli megnyilvánulásai. Kant tanítványa Arthur Schopenhauer (1788-1860) számára fontos volt az ok-okozat törvénye. Mi több, az vallotta, hogy az okozatok kiváltó okának felismeréséhez, valamint a jelen pillanatban elültetett okok későbbi okozatként való előrejelzéséhez intuíció szükséges.
G. W. F. Hegel (1770-1831) hasonló nézeteket vallott, mint Kant, azonban úgy tartotta, hogy a tér és az idő a természet részei, nem az intuícióé. Nem tartja az intuíciót az információ forrásának. A tudatosságot nem az intuícióból eredeztetni kifejezetten az analitikus gondolkodással azonosítja.
Nietzsche (1844-1900) időben a soron következő filozófus, kit erőteljesen befolyásolt Schopenhauer. A gondolatait logikai turbulenciának tartotta, értékrendjét így újra kívánta értékelni minden szempontból. Ehhez eszközként az intuíciót és képzelőerejét használta. Nietzsche továbbá jelentős képviselője az intuicionizmusnak, mely az igazság, valamint az etika és a metafizika értékeinek megismerésére  intuíció által tett kísérleti módszer.
Martin Heidegger (1889-1976) Nietzsche-hez hasonlóan intuicionista volt.  Azt javasolta, hogy ne csak elfogadjuk azt, amit mások mondanak nekünk, hanem saját intuíciónkkal teszteljük is azt.
Goethe az intuíciót az ember belsejéből fakadó sugallatnak nevezte.
Az Edinburgh-i Egyetem felmérése szerint 282 filozófus véleményéből. 51 százalékuk úgy találta, hogy “az intuíció, a filozófiai hozzáállás meghatározásának hasznos módja.”
A filozófia történetében más fogalmak segítségével is megközelítették az intuíciót: pl. ideák látása, lényeglátás.

### A pszichológiában
Sigmund Freud azt állította, hogy az intuíció és a kreativitás nem működik megfelelően azoknál, kik szexuálisan korlátozottak, vagy szégyenérzetük van azzal kapcsolatban.
Carl G. Jung pszichoanalitikus szerint ez egyfajta ösztönös megértés, ami azt jelenti, hogy valamit teljes egészében megértettünk, anélkül, hogy meg tudnánk magyarázni mi és hogyan történt. Érzékenységről, beleérző képességről, sejtelemről, vagy tudattalan észlelésről beszélünk, ha az intuíciót körül akarjuk írni. Olyan folyamatok felfogása, amelyek a tudatunkon kívül történnek, és amelyeket a szellemünk felfog, mert fogékony rá.
Jung-hoz hasonlóan vélekedett William McDougall aki előbb az Oxford, majd a Harvard Egyetem pszichológus professzora volt, mígnem az Észak-Karolinai Egyetem Pszichológia tanszékének elnöke lett.
A pszichológia transzperszonális pszichológiának nevezett irányzatát a tudósok képtelenek megérteni. A régi korok okkult tudománya, ami hosszú korszakok során fejlődött ki, egzakt tudományt takar, amely az intuíció tudásán alapul.

### A parapszichológiában
A parapszichológiában intuíciónak nevezik az úgynevezett megvilágosodást, mely egyik pillanatról a másikra lehetővé teszi, hogy bizonyos képeket minden gondolkodás nélkül felfogjunk és megértsünk. E kultúrkörben intuíció nélkül nincs intelligencia, hisz nehezen képzelhető el olyan emberi agy, amely csak logikai fogalmakkal, az észszerűség által hasznosnak ítélt és pontosnak tartott műveleteket alkalmazna. Az intuíció szabad és néha valóban meglepő dolgokat produkál, akár az ösztön.

### A vallásokban
Sok nézet alapján az intuíció a valódi tudás egyetlen forrása. E szerint a könyvekből vagy tanítók, tanárok útján megszerzett tudás nem valódi tudás. Az mind csak világszemlélet, egyfajta tájékoztató jellegű tudás. Minden tudományágnak megvannak a maga korlátai és tévedései. Az egyedüli, tévedhetetlen információforrás az intuíció.[forrás?]
A buddhista és hindu mesterek úgy mondják, hogy "meg kell tanulni a belső szemmel látni és a belső fülekkel hallani".

#### Hinduizmus
A hinduizmusban az advaita-védánta nézet szerint az intuíción át az egyén Brahmannal érintkezik.

#### Buddhizmus
A buddhizmusban jelentős és széles tanítások vannak jelen a tudatosság és a tér természetéről, kiváltképp az intuícióról. Alkalmazzák a samatha-vipasszaná módszert is, de ezen túl két másikat is, melyek legalább olyan gyorsak, hasznosak mint az előbbi.[forrás?]

#### Egyéb
Isten megismerésének többnyire intuitív útját követi a misztika. A vallásos megismerés azon elmélete, amelyik a racionális, logikai megismerést teljes egészében megkísérli az intuícióval felváltani, az intuicionizmus. Ez az elmélet messzemenően rányomta a bélyegét az újplatonizmusra, ugyanez hatott az ontologizmusban, a teozófiában és az antropozófiában.